# ラーコーツィ広場駅 (ブダペスト地下鉄)
座標: 北緯47度29分34秒 東経19度04分20秒 / 北緯47.49278度 東経19.07222度
ラーコーツィ広場駅（洪：Rákóczi tér）はハンガリーブダペスト市に位置する4号線の駅である。

## 駅構造
- 島式ホーム1面2線を有す地下駅。
- 深さ23.0m地点に存在する。

## 駅周辺
駅の真横にはラーコーツィ広場マーケットホールという、二重帝国の時代から存在する歴史的な市場がある。

## 歴史
- 2014年3月28日 - 4号線開業。

## 隣の駅
ブダペスト地下鉄
■4号線
カールヴィン広場駅 - ラーコーツィ広場駅 - ヨハネ・パウロ2世広場駅